# Martinique Challenger
Il Martinique Challenger è stato un torneo professionistico di tennis giocato su campi in cemento. Faceva parte dell'ATP Challenger Series. Si giocava annualmente in Martinica in Francia.

## Albo d'oro

### Singolare
| Anno | Campione        | Finalista    | Punteggio     |
| ---- | --------------- | ------------ | ------------- |
| 1987 | Peter Doohan    | Todd Nelson  | 6–3, 6–2      |
| 1988 | Patrick Baur    | Tom Nijssen  | 6–4, 7–5      |
| 1989 | Alexander Mronz | Dan Cassidy  | 6–3, 7–6      |
| 1990 | Guillaume Raoux | Robbie Weiss | 3–6, 6–3, 6–3 |

### Doppio
| Anno | Campioni                                | Finalisti                 | Punteggio            |
| ---- | --------------------------------------- | ------------------------- | -------------------- |
| 1987 | Morten Christensen Lars-Anders Wahlgren | Jeremy Bates Nick Fulwood | 7–6, 6–3             |
| 1988 | Pieter Aldrich Diego Nargiso            | Todd Nelson Roger Smith   | 7–5, 4–6, 6–4        |
| 1989 | Torneo non terminato                    | Torneo non terminato      | Torneo non terminato |
| 1990 | Olivier Delaître Guillaume Raoux        | Todd Nelson Roger Smith   | 6–3, 7–5             |